# Ctenitis setosa
Ctenitis setosa là một loài thực vật có mạch trong họ Dryopteridaceae. Loài này được (C. Presl) Holttum miêu tả khoa học đầu tiên năm 1969.